# خشونت شهرک‌نشینان اسرائیلی

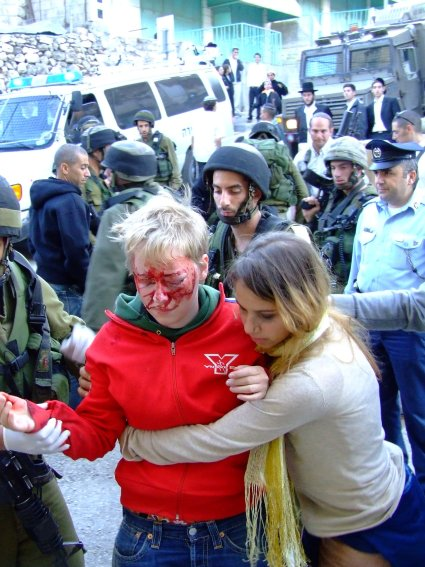
توو یوهانسون داوطلب سوئدی (تصویر) در ۱۸ نوامبر ۲۰۰۶ بر اثر اصابت بطری به صورت توسط یک شهرک نشین اسرائیلی در هبرون دچار شکستگی استخوان گونه شد. او و دیگر اعضای اروپایی جنبش همبستگی بین‌المللی به دنبال این بودند که کودکان فلسطینی را از مدرسه به خانه اسکورت کنند.

فلسطینی‌ها و گاهی نیروهای امنیتی اسرائیل هدف خشونت شهرک نشینان یهودی اسرائیلی و حامیانشان، عمدتاً در کرانه باختری، قرار می‌گیرند. در نوامبر ۲۰۲۱، وزیر دفاع بنی گانتس ازدیاد شدید موارد درگیری بین شهرک نشینان و فلسطینی‌ها در کرانه باختری را، که بسیاری از آنها ناشی از حملات ساکنان پایگاه‌های غیرقانونی شهرک نشینان به فلسطینی‌های اهل روستاهای مجاور است مورد بحث قرار داد. خشونت شهرک نشینان همچنین شامل اقداماتی است که به عنوان حملات اعمال هزینه شناخته می‌شوند که در پاسخ به اقدامات دولت اسرائیل، معمولاً علیه اهداف فلسطینی و گاهی علیه نیروهای امنیتی اسرائیل در کرانه باختری انجام می‌شود.
پلیس فلسطین از واکنش به اقدامات خشونت آمیز شهرک نشینان اسرائیلی منع شده است، واقعیتی که اعتبار آنها را در میان فلسطینی‌ها کاهش می‌دهد. ارقام سازمان ملل در سال ۲۰۱۱ نشان داد که ۹۰ درصد از شکایات ثبت شده علیه شهرک نشینان توسط فلسطینی‌ها به پلیس اسرائیل هرگز به کیفرخواست نینجامیده است.  در سال ۲۰۱۱ بی‌بی‌سی گزارش داد که «اکثریت قریب به اتفاق شهرک نشینان غیرخشونت آمیز هستند، اما برخی در داخل دولت اسرائیل به مشکل رو به رشد با افراط گرایان اذعان دارند.»
بین ژانویه و نوامبر ۲۰۰۸، ۵۱۵ شکایت جنایی توسط اسرائیل علیه شهرک نشینان به دلیل خشونت علیه عرب‌ها یا نیروهای امنیتی اسرائیل گشوده شد. ۵۰۲ مورد از آنها شامل «رادیکال‌های جناح راست» و ۱۳ مورد «آنارشیست‌های جناح چپ» بودند. در سال ۲۰۰۸، فرمانده ارشد اسرائیلی در کرانه باختری گفت که یک هسته سخت متشکل از چند صد فعال در خشونت علیه فلسطینی‌ها و سربازان اسرائیلی دست داشته‌اند.
برخی از شخصیت‌های مذهبی برجسته یهودی ساکن در سرزمین‌های اشغالی و همچنین مقامات دولتی اسرائیل، چنین رفتاری را محکوم و ابراز خشم کرده‌اند، در حالی که توجیهات مذهبی برای کشتار شهرک‌نشینان نیز ارائه شده است. رسانه‌های اسرائیلی گفتند که تشکیلات دفاعی از سال ۲۰۰۸ موضع سخت تری را در برابر شهرک نشینان یاغی اتخاذ کرد.
در قرن بیست و یکم، خشونت و ترور توسط شهرک نشینان یهودی علیه فلسطینیان افزایش یافته است. در سال ۲۰۱۲، گزارش سران مأموریت اتحادیه اروپا نشان داد که خشونت شهرک نشینان در سه سال منتهی به ۲۰۱۱ بیش از سه برابر شده است. ارقام دفتر هماهنگی امور بشردوستانه سازمان ملل متحد (OCHA) بیان می‌کند که نرخ سالانه حملات شهرک نشینان (۲۱۰۰ حمله در ۸ سال) بین سال‌های ۲۰۰۶ تا ۲۰۱۴ تقریباً چهار برابر شده است. در سال ۲۰۲۱، موج دیگری از خشونت شهرک نشینان پس از مرگ یک شهرک نشین ۱۶ ساله در تعقیب و گریز خودرویی با پلیس اسرائیل پس از پرتاب سنگ به سوی فلسطینی‌ها، آغاز شد. تاکنون ۴۴ حادثه در طول چند هفته منجر به مجروح شدن دو کودک فلسطینی شده است. در اواخر سال ۲۰۲۱، افزایش قابل توجهی در خشونت شهرک نشینان علیه فلسطینی‌ها بروز کرده که مورد محکومیت شورای امنیت سازمان ملل متحد قرار گرفته است. این خشونت پس از حمله حماس به اسرائیل در ۷ اکتبر ۲۰۲۳ افزایش یافت.

## علل خشونت

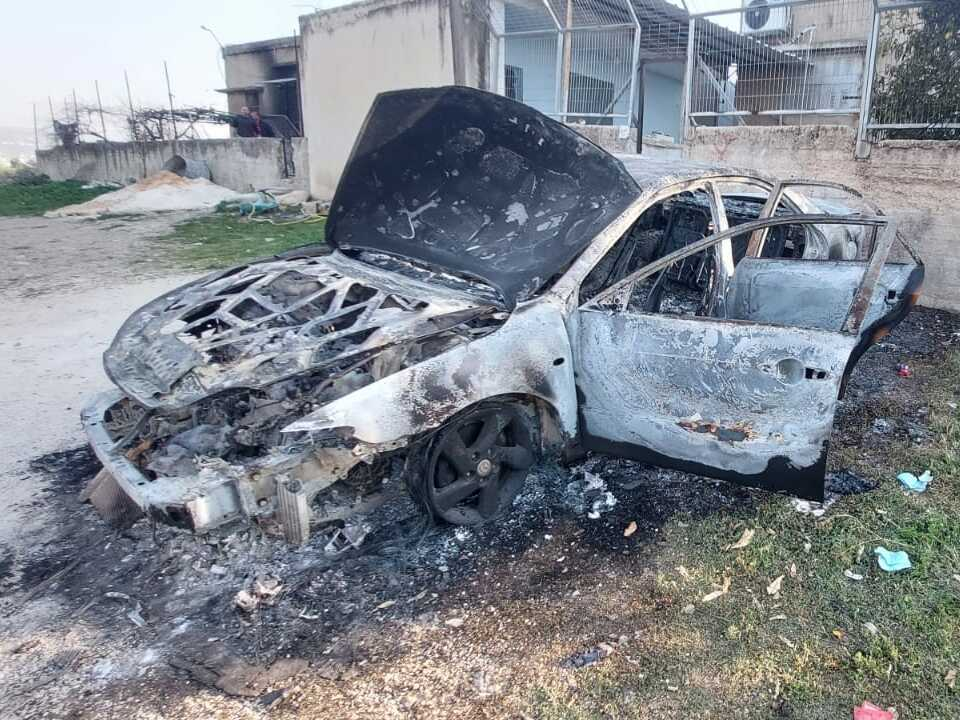
خودرویی که توسط شهرک نشینان اسرائیلی در جریان یک نزاع به آتش کشیده شد

هنگامی که یک دختر ۱۱ ساله فلسطینی از نابلس در سال ۱۹۸۳ توسط شهرک نشینان اسرائیلی به قتل رسید، یکی از خاخام‌های اسرائیلی، به یک متن از تلمود استناد کرد که کشتن کودکان در صورتی که دشمن باشند را توجیه می‌کرد. همچنین برخی از خاخام‌های تندرو، به حکم کتاب مقدس برای نابودی عمالیق استناد کردند تا هم اخراج فلسطینیان از سرزمین و هم کشتار غیرنظامیان عرب در زمان جنگ را توجیه کنند. یکی از علل خشونت، اقدام پارتیزان شهرک نشینان در پاسخ به اقدامات خشونت آمیز مردم فلسطینی بود.

## انتقادها و اقدام قانونی
هیئت حقیقت یاب سازمان ملل متحد در مورد مناقشه غزه از شورش و خشونت در کرانه باختری در دوره قبل از عملیات نظامی اسرائیل در غزه گزارش داد. در این گزارش آمده است: «مقامات اسرائیلی اقدامات اندکی برای تحقیق، تعقیب و مجازات خشونت علیه فلسطینی‌ها، از جمله کشتار توسط شهرک‌نشینان و اعضای نیروهای امنیتی که منجر به مصونیت از مجازات می‌شود، انجام می‌دهند. در این گزارش همچنین آمده است که نظر مشورتی دیوان بین‌المللی دادگستری و «تعدادی از قطعنامه‌های سازمان ملل متحد همگی تأیید کرده‌اند. این اقدام اسرائیل در شهرک سازی - در واقع، انتقال بخشی از جمعیت غیرنظامی خود توسط یک قدرت اشغالگر به سرزمینی دیگر است که خود نقض کنوانسیون چهارم ژنو است.
در سال ۲۰۱۲، دو رئیس مأموریت اتحادیه اروپا گزارش دادند که عملیات امنیتی اسرائیل در اراضی فلسطین نتوانسته است از مردم فلسطین محافظت کند. در این گزارش‌ها آمده است: «بیش از ۹۰ درصد از شکایات نظارت شده در خصوص خشونت شهرک نشینان که توسط فلسطینی‌ها به پلیس اسرائیل در سال‌های اخیر ارائه شده است، بدون کیفرخواست بسته شده است» و افزوده است که «حمایت‌ها و امتیازات تبعیض آمیز برای شهرک نشینان این سوء استفاده‌ها را تشدید می‌کند».

## واکنش‌های بین‌المللی
در دسامبر ۲۰۱۱، پس از یک جلسه در شورای امنیت سازمان ملل متحد، همه گروه‌های منطقه‌ای و سیاسی مستقر در این شورا بیانیه‌هایی صادر کردند که در آن از خشونت شهرک‌نشینان ابراز ناراحتی کردند و این موضوع را مانعی برای ازسرگیری صلح دانستند.
اتحادیه اروپا در بیانیه‌ای ابراز نگرانی عمیق خود را در مورد افراط گرایی و تحریک شهرک نشینان در کرانه باختری اعلام کرد. در فوریه ۲۰۲۴، بریتانیا علیه شهرک‌نشینان افراطی اسرائیلی که با خشونت به فلسطینیان در کرانه باختری حمله کرده‌اند، اعلام تحریم کرد. تحریم‌ها شامل محدودیت‌های مالی و مسافرتی می‌شد. تحریم‌های بیشتر علیه شهرک نشینان که به خشونت متهم شده بودند، توسط اتحادیه اروپا در ۱۹ آوریل ۲۰۲۴ اعلام شد. به دلیل خشونت علیه فلسطینیان در کرانه باختری و اورشلیم در ۲۸ فوریه، فرانسه تحریم‌هایی را علیه شهرک نشینان تندرو اسرائیلی از جمله ممنوعیت ورود به خاک فرانسه اعمال کرد. همچنین دفتر امانوئل مکرون اعلام کرد که در حال بررسی تمدید تحریم‌ها علیه شهرک نشینان اسرائیلی می‌باشد.

## یادداشت
1. ↑  "Swedish human rights worker viciously attacked by Jewish extremists in Hebron". November 18, 2006. Retrieved October 28, 2015.
2. ↑  "Amnesty International's annual report on Israel and the Occupied Territories". May 24, 2007. Retrieved October 28, 2015.
3. ↑  "Settler Attacks on Palestinian Spike, Reflecting Israel's Systemic Failure". Haaretz.
4. 1 2  "Concerns over rising settler violence in the West Bank". BBC. 17 November 2011. Retrieved March 25, 2012.
5. ↑  Daniel Byman, A High Price: The Triumphs and Failures of Israeli Counterterrorism, Oxford University Press/Saban Center, Brookings Institution, 2011 p. 292: 'Palestinian police are barred from responding to settler violence. This policy reduces friction between settlers and Palestinian authorities, but it decreases the overall credibility of the PA, which cannot defend its people from settler harassment and violence.'
6. ↑  "Concerns over rising settler violence in the West Bank". BBC News. November 17, 2011.
7. ↑  "Violence by Extremists in the Jewish Settler Movement: A Rising Challenge". The Washington Institute for Near East Policy. November 25, 2008. Retrieved March 26, 2012.
8. ↑  Constance B. Hilliard, Does Israel have a future?: the case for a post-Zionist state, Potomac Books, Inc. , 2009 p. 59.
9. ↑  "'Hundreds join' settler violence". BBC. 2008-10-02.
10. ↑  Weiss, Efrat (1995-06-20). "Rabbi slams Jewish 'hooligans' - Israel News, Ynetnews". Ynetnews. Ynetnews.com. Retrieved 2012-09-14.
11. ↑  Amitai Etzioni, Security First: For a Muscular, Moral Foreign Policy, Yale University Press, 2008 p. 119. :'Others have justified violence against Arabs by citing the rule from the Talmud: "If a man comes to kill you, rise early, and kill him first."
12. 1 2  Anshel Pfeffer,Top IDF officer warns: Settlers' radical fringe growing, هاآرتس 20 October 2009.
13. ↑  Hider, James (March 21, 2012). "Israel 'turning blind eye' to West Bank settlers' attacks on Palestinians". گاردین. London. Retrieved March 23, 2012.
14. ↑  Chaim Levinson, Gili Cohen and Jack Khoury, 'Palestinian mosque set on fire in suspected hate crime,' at Haaretz, 15 January 2014. 'The annual totals are up from 115 in 2006 to 399 in 2013..'
15. ↑  Times of Israel Staff. “5-Year-Old Palestinian Boy Hurt by Rock Thrown at Car in Reported Settler Attack. ” The Times of Israel, January 22, 2021. Times of Israel
16. ↑   {{cite book}}: Empty citation (help)
17. ↑  Nur Masalha,Imperial Israel and the Palestinians: The Politics of Expansion, Pluto Press, 2000 p. 118.
18. ↑   {{cite book}}: Empty citation (help)
19. ↑  Pedahzur, Ami; Perliger, Arie (۲۰۰۳-۰۹-۰۱). "The causes of vigilante political violence: The case of Jewish settlers". Civil Wars. ۶ (۳): ۹–۳۰. doi:10.1080/13698240308402542. ISSN 1369-8249.
20. ↑  See Report of the United Nations Fact-Finding Mission on the Gaza Conflict, A/HRC/12/48, 25 September 2009, para 85
21. ↑  See Report of the United Nations Fact-Finding Mission on the Gaza Conflict, A/HRC/12/48, 25 September 2009, para 198
22. ↑  Hider, James (March 21, 2012). "Israel 'turning blind eye' to West Bank settlers' attacks on Palestinians". The Guardian. London. Retrieved March 23, 2012.
23. ↑  "Israel condemned at UN over settlements". Al Jazeera. 22 Dec 2011. Retrieved 12 February 2012.
24. ↑  "UN groupings criticise Israeli settlement activities". BBC. 2011-12-20. Retrieved 20 December 2012.
25. ↑  Ravid, Barak (May 14, 2012). "EU: Israel's policies in the West Bank endanger two-state solution". Haaretz. Retrieved 8 November 2023.
26. ↑  "EU condemns settler violence". Ynetnews. 2008-10-31. Retrieved 2023-11-08.
27. ↑  "UK sanctions extremist settlers in the West Bank". GOV.UK (به انگلیسی). 12 February 2024. Retrieved 2024-02-12.
28. ↑  Council sanctions four individuals and two entities over serious human rights abuses against Palestinians
29. ↑  "France sanctions 28 'extremist' Israeli settlers". Le Monde. Paris. AFP. 13 February 2024. Retrieved 19 June 2024.